# Municipio de Liberty (condado de Parke)
El municipio de Liberty (en inglés: Liberty Township) es un municipio ubicado en el condado de Parke en el estado estadounidense de Indiana. En el año 2010 tenía una población de 739 habitantes y una densidad poblacional de 7,26 personas por km².

## Geografía
El municipio de Liberty se encuentra ubicado en las coordenadas 39°54′50″N 87°20′00″O / 39.91389, -87.33333. Según la Oficina del Censo de los Estados Unidos, el municipio tiene una superficie total de 101.76 km², de la cual 100,79 km² corresponden a tierra firme y (0,95 %) 0,97 km² es agua.

## Demografía
Según el censo de 2010, había 739 personas residiendo en el municipio de Liberty. La densidad de población era de 7,26 hab./km². De los 739 habitantes, el municipio de Liberty estaba compuesto por el 96,62 % blancos, el 0,81 % eran afroamericanos, el 0,27 % eran amerindios, el 0,14 % eran asiáticos, el 1,62 % eran de otras razas y el 0,54 % eran de una mezcla de razas. Del total de la población el 2,57 % eran hispanos o latinos de cualquier raza.